# Daniele Cesarano
Daniele Cesarano (* 1962 a Roma) és un guionista i director de cinema italià.

## Vida
Cesarano va treballar inicialment per a RAI i el 1989 va fer el seu primer llargmetratge basat en el seu propi llibre, el psicològic Giallo Obligo da giocare. Després va treballar com a guionista i ajudant de direcció. A partir del 2003 va treballar com a autor de diverses sèries de televisió d'èxit com R. I. S. o Romanzo criminale.
Cesarano és professor a la Scuola Internazionale Cinema e Televisione.

## Filmografia
- 1989: Obligo da giocare (com a director)
- 2007: R. I. S. – Die Sprache der Toten (sèrie de televisií)